# Saint-Clément (Cantal)
Saint-Clément is een gemeente in het Franse departement Cantal (regio Auvergne-Rhône-Alpes) en telt 67 inwoners (2009). De plaats maakt deel uit van het arrondissement Aurillac.

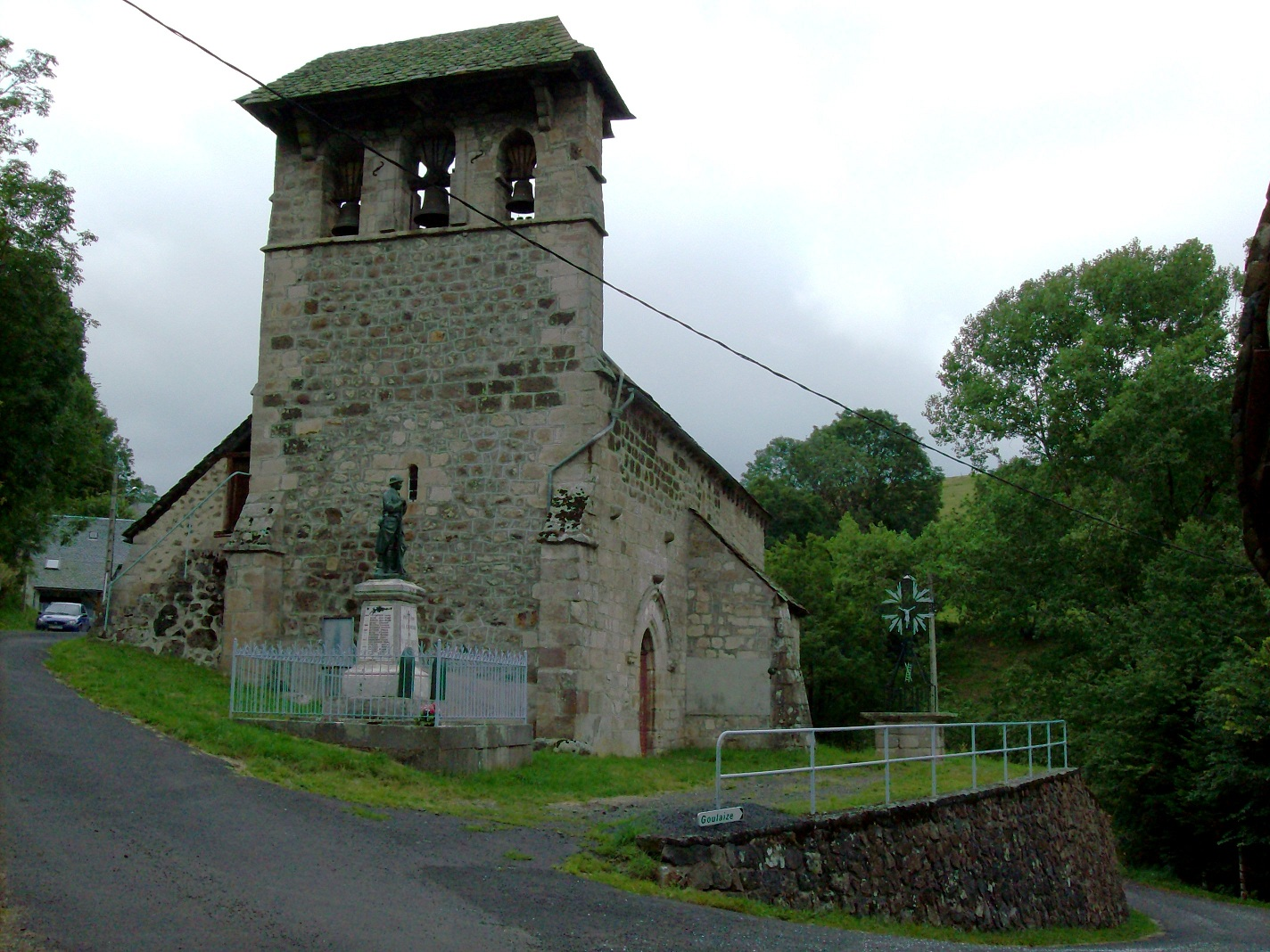
Kerkje van Saint-Clément en het monument voor oorlogsslachtoffers.

## Geografie
De oppervlakte van Saint-Clément bedraagt 17,8 km², de bevolkingsdichtheid is dus 3,8 inwoners per km².
De onderstaande kaart toont de ligging van Saint-Clément (Cantal) met de belangrijkste infrastructuur en aangrenzende gemeenten.

## Demografie
Onderstaande figuur toont het verloop van het inwonertal (bron: INSEE-tellingen).

Vanwege een beveiligingsprobleem met de MediaWiki Graph-software is het momenteel niet mogelijk deze grafiek weer te geven. Zodra de software is bijgewerkt zal de grafiek vanzelf weer zichtbaar worden.